# 螺溪镇 (陆河县)
螺溪镇，是中华人民共和国广东省汕尾市陆河县下辖的一个乡镇级行政单位。
螺溪九成居民葉姓為主。

## 行政区划
螺溪镇下辖以下地区：
螺溪社区、欧东村、欧西村、欧田村、螺溪村、新溪村、新良村、良洞村、正大村、南和村、各安村、沥背村、书村、龙田村、广洋村和金坑村。